# Honda Civic Type R
A Honda Civic Type R a sportos autók világának egyik legismertebb és legkeresettebb modellje, amely a Civic alapjaira épül. Az első Civic Type R 1997 szeptemberében jelent meg, és azóta a Honda folyamatosan fejleszti ezt a sorozatot, amely a teljesítmény, a precizitás és a dizájn tökéletes ötvözetét kínálja.

## EK9 (1997; a hatodik generációs Civic alapján)
A Honda ikon, az EK9 Civic Type R a sportos autók szerelmeseinek szívében különleges helyet foglal el. 1997 augusztus 19-én debütált, és az első Civic volt, amely megkapta a híres 'Type R' névjegyet. Az EK9 nem csupán egy újabb model volt a Honda kínálatában; ez volt a kezdeti lépés egy olyan örökség felé, amely a teljesítmény és a vezetési élmény új mércéjét teremtette meg.
A Civic Type R alapja a japán piacon kapható SiR változat volt (EK4), amely háromajtós hatchback kivitelben készült. A Honda mérnökeinek célja az volt, hogy az EK4-es modellt átalakítsák versenyautóvá. Az átalakulás során a jellemzők közé tartozott a hangszigetelés eltávolítása és számos súlycsökkentő intézkedés bevezetése. A szívét egy kézi portolású, 1.6 literes DOHC VTEC B16B négyhengeres motor adta, amely lenyűgöző 185 PS (136 kW; 182 hp) teljesítménnyel rendelkezett 8200 rpm-en, valamint 160 Nm (118 lb-ft) nyomatékkal 7500 rpm-en.
Az EK9 nem csupán papíron volt lenyűgöző; valós teljesítménye is figyelemre méltó. A 0–97 km/h (0–60 mph) gyorsulási idő mindössze 6,7 másodperc volt, míg negyedmérföldes ideje 15,3 másodperc körüli értékeket mutatott. A maximális sebessége pedig elérte a 225 km/h (140 mph) sebességet. A vezetési élményt tovább fokozta a front-helyezett differenciálmű és az ötfokozatú manuális váltó közeli áttételezése.
Az EK9 belső terét is gondosan megtervezték: vörös Recaro kagylós ülések, vörös ajtókárpitok és vörös Type R padlószőnyegek jellemezték. A váltógomb titániumból készült, míg a kormány Momo bőrborítással rendelkezett. Érdekesség, hogy az EK9 kizárólag Japánban volt kapható, így igazi ritkaságnak számít világszerte. 1998-ban bemutatták a Civic Type R Motor Sports kiadást is, amely lemondott mindenféle kényelmi extráról: manuális ablakemelőkkel, légkondicionáló nélkül és acélfelniket kapott.
1999-ben érkezett el a Type Rx modell ideje, ami már CD-lejátszót és elektromos ablakemelőket tartalmazott. Ez volt az utolsó változata az EK9 generációnak, összesen körülbelül 16 000 példány készült belőle. Ezen kívül a Spoon Sports tuningcég által tervezett N1 versenyváltozat is megjelent ebben az évben, melynek motorja hihetetlen módon 11 000 rpm-re növelte meg a fordulatszámot.

## EP3 (2001; a hetedik generációs Civic alapján)

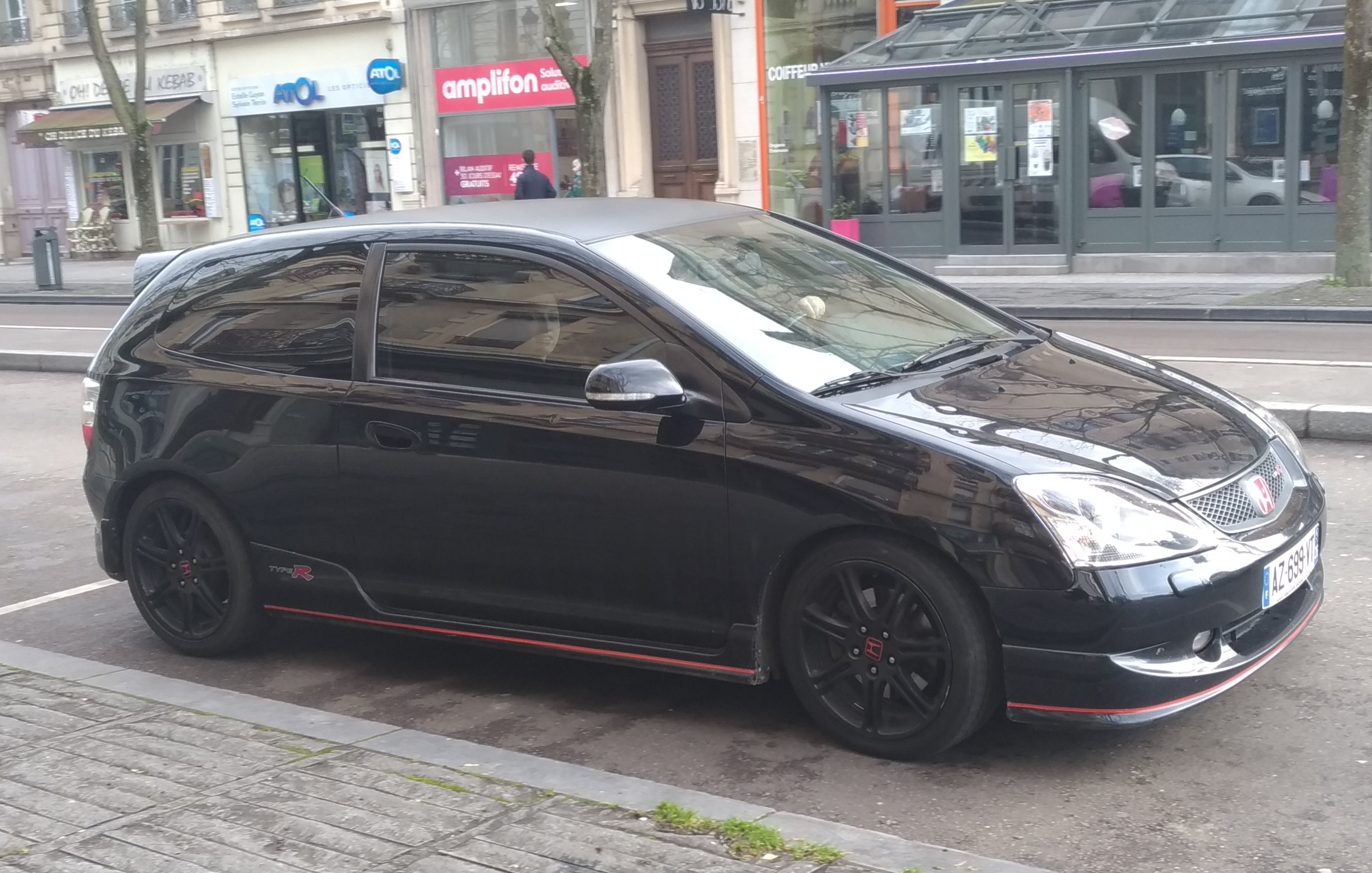
Honda Civic Type R EP3

A hetedik generációs Civic, amely 2001-ben mutatkozott be, különösen izgalmas fejezetet képvisel a márka történetében. Az EP3 néven ismert modell nemcsak stílusos megjelenésével, hanem technikai újításaival és teljesítményével is felkeltette a figyelmet, különösen az Egyesült Királyságban.
2001-ben a Honda bemutatta az EP3 Civic Type R-t, egy egyedi háromajtós hatchback modellt, amelyet az Egyesült Királyságban gyártottak Swindonban. Ez az európai változat 200 PS (147 kW; 197 hp) teljesítményű 2,0 literes i-VTEC motorral (K20A2) rendelkezett. A típus jellegzetességei közé tartozott a hegesztett karosszéria, a közeli áttételű 6-sebességes váltó és a fejlettebb fékrendszer. Fontos megjegyezni, hogy az EP3 nem tartalmazta az EK9 verzió által kínált prémium funkciókat, mint például a hegyesített korlátozó differenciálművet és a piros Recaro versenyüléseket. Eközben Japánban egy JDM (japán belföldi piac) verziót is forgalmaztak, amely megtartotta az EK9-es szintű hegyesített LSD-t és a piros Recaro üléseket. A japán modell előnyei közé tartozott egy sportosabb alvázbeállítás és egy erősebb motor, amely 215 PS (158 kW; 212 hp) teljesítménnyel büszkélkedhetett (K20A). Ez utóbbi motor különleges alkatrészekkel volt felszerelve: kiegyensúlyozott forgattyús tengely, különböző szívó- és kipufogó kollektorok, nagyemelésű vezérműtengelyek és magas kompressziós dugattyúk.
2003-ban a Honda frissítette az EP3-at számos javítással. Az új EPS rendszer gyorsabb kormányzást biztosított, míg a felfüggesztésbeállítások finomítása hozzájárult a jobb vezetési élményhez. A projektoros fényszórók modern megjelenést kölcsönöztek az autónak – míg a JDM verzió halogén izzókkal volt felszerelve, az EDM változat opcióként HID lámpákkal is elérhető volt. A faceliftelt modell célja volt válaszolni a vásárlói és kritikai visszajelzésekre, amelyek között szerepelt az alacsonyabb fordulatszámon tapasztalt nyomaték hiánya és a kormányzás érzéketlensége. A teljesítményszámok is ígéretesek voltak: 0–97 km/h (60 mph) elérése mindössze 5.8 másodperc alatt lehetséges volt a japán modell esetében.

### Teljesítményadatok
A Honda EP3 két fő változatban érhető el: JDM és EDM. Az alábbiakban összegyűjtöttük néhány kulcsfontosságú teljesítményadatot:
0–97 km/h (60 mph):
- JDM pre-facelift: 5.8 másodperc
- EDM pre-facelift: 6.5 másodperc

Csúcssebesség:
- JDM: 227 km/h (141 mph)
- EDM: 235 km/h (146 mph)

Ezen kívül a Mugen Motorsports is kínált egy továbbfejlesztett változatot, amely sport kipufogórendszert és tuningolt motort tartalmazott.

### A 30. évfordulós különkiadás
A Honda 2003-ban mutatta be a 30. évfordulós Civic Type R-t, amely csupán 300 példányban készült el, mindhárom színben: Nighthawk Black, Satin Silver és Milano Red. Az autó belsejében piros Recaro kagylóülések vártak a vezetőre és az utasokra, amelyek nemcsak kényelmet biztosítottak, hanem sportos megjelenést is kölcsönöztek az utastérnek. A légkondicionáló, hátsó ablakok privacy üvege, MOMO bőr kormánykerék és piros szőnyeg tovább növelte az exkluzivitást. Ez a különkiadás nem csupán stílusos kiegészítőkkel rendelkezett, hanem komoly teljesítményt is kínált. Az autózás szerelmesei számára nemcsak egy jármű volt, hanem egy igazi gyűjtői darab, amely megtestesítette a Honda elkötelezettségét a sportosság iránt.

### Premier Edition
Két évvel később, 2005-ben érkezett a Premier Edition, amely az EP3 Civic Type R utolsó szakaszában debütált. Ez a kiadás továbbra is megőrizte a sportos örökséget, miközben új dizájnelemeket hozott be. A Premier Edition Recaro Trendline üléseket kapott, amelyek piros-fekete színkombinációval büszkélkedtek. Ezen kívül fekete privacy üveg és "Type R" felirattal ellátott első féknyergek fokozzák az autó sportos karakterét. Az új kiadásban választható légkondicionáló mellett Milano Red, Nighthawk Black, Cosmic Grey és Satin Silver színek közül lehetett választani. Ez az autó nemcsak egy jármű volt; egy újabb lépés volt a Honda hagyományainak folytatásában.

### C csomag
A Honda 2004-ben Japánban bevezette a "C Package" opciót is, amely különböző extrákat kínált a Civic Type R vásárlói számára. Az opció részeként elérhetővé vált például HID világítás, hátsó privacy üveg és karbonszálas díszítés az utastérben. Ez tovább erősítette az autók vonzerejét azok számára, akik szeretnék még inkább testre szabni járművüket.

### Az utolsó gyártási év
2005-ben a Honda bemutatta a Civic EP3 Type R végső változatát, amely Vivid Blue Pearl színben készült, és kizárólag az európai piacon volt elérhető. Ez a különleges kiadás nem csupán színével tűnik ki, hanem számos egyedi jellemzőjével is, amelyek megkülönböztetik más verzióktól.
A 2005-ös évben összesen 132 darab EP3 Type R készült ebben a lenyűgöző Vivid Blue Pearl színben, mindannyian baloldali kormányos kivitelben. Ezen autók gyakran összekeverednek a Premier Edition változattal, pedig alapvetően más specifikációkkal rendelkeznek. A Vivid Blue Pearl verziók standard, faceliftelt Type R belső teret kaptak, amely eltér a brit piacra készült jobboldali kormányos modellektől.
Minden egyes Vivid Blue Pearl EP3 xenon fényszórókkal volt felszerelve, amelyek beépített fényszóró-öblítő fúvókákkal és magasságérzékelővel rendelkeztek. Ez a rendszer automatikusan állította be a fénysugarak magasságát az EU előírásainak megfelelően. Ezen kívül az autók hátsó privát üvegezéssel és kültéri hőmérséklet-érzékelővel is fel voltak szerelve. A középkonzol is különleges volt, hiszen az EUDM (Európai Uniós Modellek) középkonzolja mechanikus gombokkal rendelkezett a rádióegység fölött. Ez jelentős eltérést mutatott az Egyesült Királyságban, az Egyesült Államokban és Japánban forgalmazott modellekhez képest, ahol elektronikus gombok találhatók a rádió oldalán.
Ez a különleges kiadás nem csupán technikai újításokat hozott magával, hanem egyfajta nosztalgiát is. Az EP3 Type R generációja már önálló legendává vált az autós berkekben, így nem meglepő, hogy az utolsó gyártási évében megjelenő Vivid Blue Pearl változat még inkább fokozta ezt a hírnevet. A limitált számú autók miatt ezek ma már igazi gyűjtői darabnak számítanak.

## FD2/FN2 (2007; nyolcadik generációs Civic alapján)

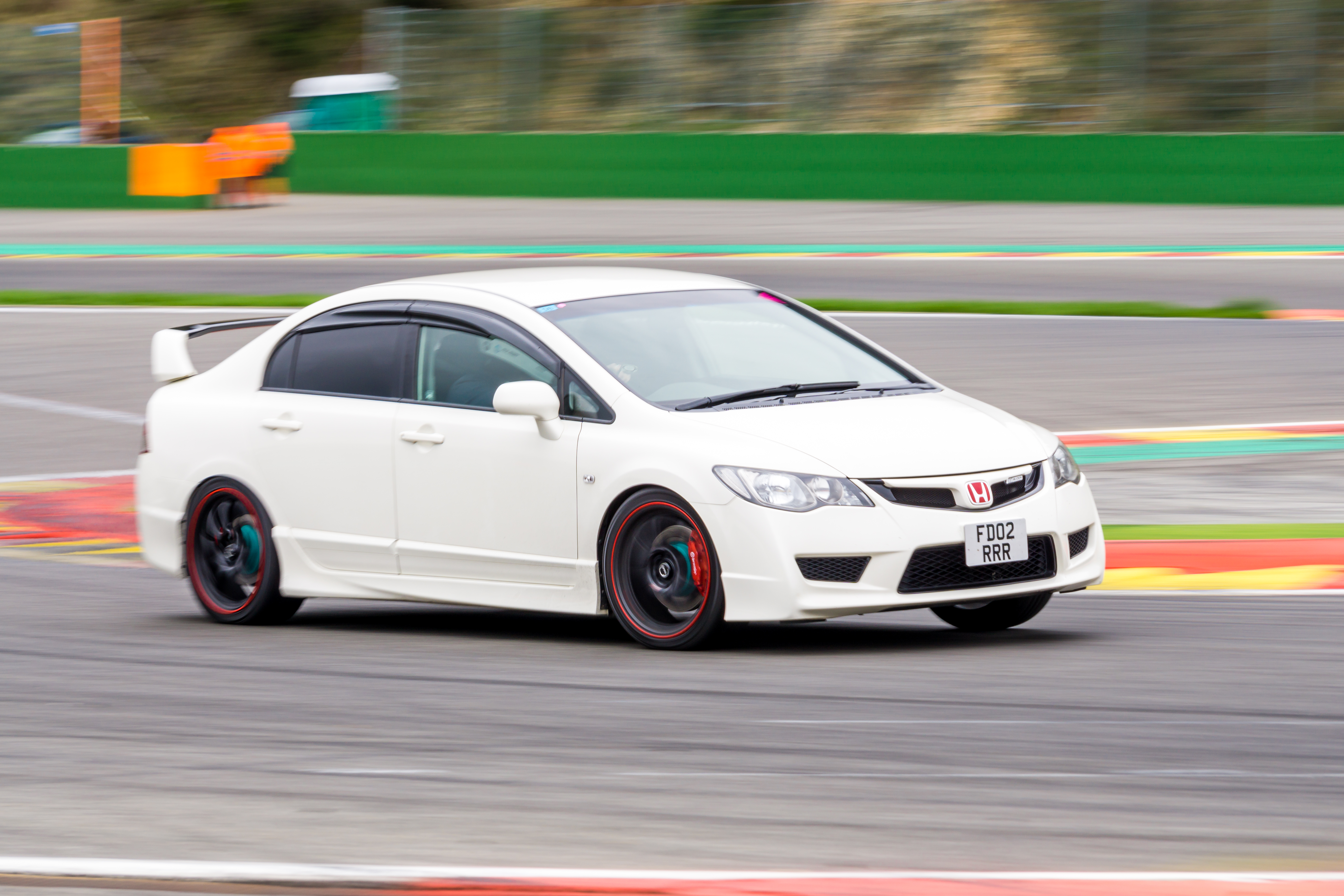
Honda Civic Type R (FD2)

A Honda Civic Type R harmadik generációja két különböző modellben jelent meg: az egyik a japán belföldi piacra, míg a másik az Egyesült Királyság és nemzetközi piac számára készült.

### FD2 (japán verzió)
A japán piacra készült Civic Type R (FD2) 2007. március 30-án debütált, és első alkalommal négyajtós szedánként volt elérhető, eltérően az előző háromajtós hatchback verziótól. Az FD2 méretei, szélessége és súlya is megnövekedett az EP3-hoz képest, a tengelytáv 2570 mm-ről 2700 mm-re nőtt, amely stabilabb kanyarvételt biztosított nagy sebességnél. A japán modell motorja 225 PS (165 kW; 222 hp) teljesítményt nyújtott 8000 fordulat/percnél, míg az európai verzió csupán 201 PS-t (148 kW; 198 hp) tudott kihozni magából. A nyomaték is kedvezőbb volt, hiszen a FD2 215 N⋅m-t (159 lb⋅ft) produkált, míg az FN2 csak 193 N⋅m-t (142 lb⋅ft). Az autóhoz közeli áttételes hatfokozatú manuális váltó tartozott, és standard felszereltségként helical limited-slip differenciálművel is ellátták
A fékrendszer tekintetében a FD2 impresszív 320 mm-es (12.6 in) átmérőjű elülső féktárcsákkal rendelkezett, négydugattyús Brembo féknyergekkel. Az autó Bridgestone Potenza RE070 gumikon futott, amelyek mérete 225/40 R18 volt. A Honda állítása szerint a váz merevsége 50%-kal nőtt a korábbi DC5 Integra Type R-hez képest, így biztosítva a kiváló kezelhetőséget. Az FD2 független hátsó felfüggesztéssel rendelkezett – eltérően az FN2 típustól –, amely még inkább javította az autó stabilitását és kezelhetőségét. Ezen kívül a Honda jelentős mennyiségű alumíniumot használt fel az autó súlyának csökkentése érdekében.
Külsőleg az FD2 szélesebb első lökhárítóval rendelkezett, mely aerodinamikailag optimalizált volt. A hátsó lökhárító diffúzort tartalmazott, míg a nagy hátsó szárny még inkább fokozta az aerodinamikai jellemzőket. Az utastérben a klasszikus fekete-piros sportülések már nem Recaro gyártásúak voltak, hanem a Honda saját tervezésű ülései kaptak helyet. A belső dizájnban változások történtek: a Momo által készített kormányt egy Honda gyártotta változat váltotta fel. A színek között új lehetőségek jelentek meg 2008 októberében: Premium White Pearl, Premium Deep Violet Pearl és Crystal Black Pearl színek kerültek bevezetésre.
A Civic Type R (FD2) átlagosan egy másodperccel gyorsabb volt az Integra Type-R (DC5)-nél a Tsukuba versenypályán, míg négy másodperccel gyorsabban teljesítette a Suzuka versenytávot. Egy brit tévéműsorban végzett teszt során kiderült, hogy az FD2 három másodperccel gyorsabb volt mint az FN2 a Castle Combe versenypályán nedves körülmények között. Összesen 14,062 FD2 Civic Type R készült el egészen 2010 augusztusáig, amikor is leállították a gyártást az új kibocsátási normák miatt.

### Civic Mugen RR (ABA-FD2)
A Honda Civic Mugen RR autó 300 darabos limitált szériában készült, kizárólag a japán piacra, és több szempontból is kiemelkedik a konkurencia közül.
A Mugen RR súlya mindössze 1,255 kg-ra (2,767 lb) csökkent, köszönhetően a szénszálas lökhárítóknak és az alumínium motorháztetőnek. Ez a könnyű felépítés lehetővé teszi, hogy az autó dinamikusan reagáljon és kiemelkedő teljesítményt nyújtson. Az erőforrás egy 2,0 literes K20A motor, amely 240 PS-t (177 kW; 237 hp) produkál 8,000 rpm-en, és 218 N⋅m (161 lb⋅ft) nyomatékot biztosít 7,000 rpm-en. Ezt a teljesítményt különböző Mugen alkatrészek – mint például a vezérműtengelyek, kipufogórendszer és ECU – révén érték el. Az utastérben is számos exkluzív elem található: Recaro SP-X versenyülések és más Mugen kiegészítők emelik az élményt. Az autó standard felszereltségében szereplő különleges 18 hüvelykes Mugen 7-küllős kerekek pedig nemcsak esztétikai élményt nyújtanak, hanem hozzájárulnak az autó stabilitásához is.
A Honda folytatta az innovációt, amikor bemutatta a Civic Type-RR Experimental Spec koncepcióautót a 2008-as Tokiói Autószalonon. Ez az autó egy 2,157 cc (2.2 L) K20A motort kapott, amely már 260 PS-t (191 kW; 256 hp) tudott produkálni 8,250 rpm-en. A nyomaték itt is figyelemre méltó: 237 N⋅m (175 lb⋅ft) érhető el 6,750 rpm-en. Az új alumínium motorháztető és titán kipufogórendszer további súlycsökkentést eredményezett. A koncepcióautó belső terét is fejlesztették; több szénszálas alkatrész került beépítésre, hogy még sportosabb érzést nyújtson. Az intelligens gumiabroncs-állapot-figyelő rendszer (i-TCMS) pedig még inkább fokozza az autó technológiai színvonalát.
A következő lépést a Honda Civic Mugen RR Advanced Concept jelentette a 2009-es Tokiói Autószalonon. Ez az autó már az FD2 facelift verziójára épült, ahol a száraz súlyt tovább csökkentették mindössze 1,095 kg-ra (2,414 lb). A féktárcsák mérete is nőtt: míg a Type R/RR modellek esetében ez csak 320 mm volt, addig itt már 340 mm-es féktárcsák találhatók.

### Civic Mugen RC (2008)
A Mugen által kifejlesztett Civic Mugen RC egy új dimenziót hozott az autósport világába. A 2008-as Honda Exciting Cup Civic One-Make Race-Civic sorozathoz tervezett versenyverzió nem csupán a szokásos teljesítményre helyezi a hangsúlyt, hanem a precizitásra és az izgalomra is.
A Civic Mugen RC szíve a K20A motor, amely az FD2 Honda Civic Type R-ből származik. Ez az erőforrás nemcsak megbízható, hanem rendkívül dinamikus teljesítményt is nyújt. A motor kialakítása és teljesítménye lehetővé teszi, hogy a versenyautó élvonalbeli legyen az autósportban, miközben megőrzi a Honda márka által képviselt innovációt és megbízhatóságot. A Mugen M-TEC gyárában készült modellek nemcsak esztétikai élményt nyújtanak, hanem technikai szempontból is kiemelkednek.

#### Modellek és árak
A Honda Civic Mugen RC három különböző változatban érhető el, mindegyik saját jellegzetességeivel és árkategóriájával:
1. Alapmodell: ¥6,247,500 (¥5,950,000 + adók). Ez a verzió már tartalmazza a szükséges alapvető jellemzőket ahhoz, hogy versenyautónak számítson.
2. Standard modell: ¥7,192,500 (¥6,850,000 + adók). Ezen a szinten számos kiegészítő található: Mugen RC 18 hüvelykes versenykerék Yokohama gumival, frissített fékcsomag elöl-hátul (fékbetétek), valamint Recaro sportülések és TAKATA biztonsági övek.
3. Teljes modell: ¥7,822,500 (¥7,450,000 + adók). Ez a csúcsmodell minden extra opciót tartalmaz: carbon belső tér (konzol doboz, bal oldali padlóborítás), valamint motor újrahangolása és kalibrálása.

#### FN2 (európai és nemzetközi verzió)
Az európai és nemzetközi piacra kínált Civic Type R háromajtós hatchback formájában érkezett, és számos izgalmas újítást hozott magával.
Az új Civic Type R alapja egy teljesen átdolgozott vázszerkezet, amely különbözik a korábbi modellektől. Az üzemanyagtartály a vezetőülés alá került, ami nemcsak a súlyelosztást javítja, hanem hozzájárul a jármű stabilitásához is. Ezen kívül a hátsó felfüggesztés is jelentős változáson ment keresztül; a korábban alkalmazott dupla keresztlengőkaros megoldás helyett egy egyszerűbb torziós gerenda rendszer került bevezetésre. Ez az új kialakítás csökkenti a komplexitást és javítja az autó kezelhetőségét.
A Civic Type R motorja szinte megegyezik elődjével, 201 PS (148 kW; 198 hp) teljesítménnyel büszkélkedhet 7,800 rpm-nél, valamint 193 N⋅m (142 lb⋅ft) nyomatékkal 5,600 rpm-en. Ami igazán figyelemre méltó, hogy a maximális nyomaték 90%-a már 2,500 rpm-től elérhető, így az autó dinamikus gyorsulását már alacsonyabb fordulatszámon is élvezhetjük. Az autó 225/40 R18 Y88 Bridgestone Potenza RE050A gumikat kapott alapfelszereltségként, de lehetőség van opcionális 19 colos Rage alumínium felnikre is Yokohama Advan Sport 225/35 ZR19 88Y abroncsokkal. A curb weight (üzemi tömeg) 1,320 kg (2,910 lb), ami jóval kedvezőbb tömeg- teljesítmény arányt biztosít.
A Honda Swindon-i gyárában összesen 29,039 darab Type-R specifikációjú FN2 modellt gyártottak le. Ezek közül 13,514 darab volt jobbkormányos (RHD) az Egyesült Királyság számára, míg 8,378 darab bal kormányos (LHD) Európának készült. Továbbá Japánba 3,510 darabot exportáltak, Ausztráliába pedig 2,285 példányt juttattak el. A fennmaradó autók Afrikába és Ázsiába kerültek.

#### Type R GT
A Honda Type R GT trimje a kezdetektől fogva számos prémium funkcióval rendelkezett, amelyek kényelmet és biztonságot kínáltak. Az automatikus fényszórók, a kettős zónás klíma és az esőérzékelős ablaktörlők csak néhány példa arra, hogy mennyire figyeltek a részletekre. A hűtött kesztyűtartó és a tempomat olyan extrák, amelyek még élvezetesebbé teszik az autózást. 2009-től kezdve a brit piacon megjelenő GT modellek már HID fényszórókkal is rendelkeztek, amelyek automatikus szintbeállítással és fényszórómosóval voltak felszerelve. Az USB és AUX csatlakozók elhelyezése az armrest tároló területén praktikus megoldásként szolgált a zenekedvelők számára.
A FN2 Type R modellek színválasztéka 2010-ben új dimenziókat nyert a Deep Sapphire Blue Pearl bevezetésével. Ez az új árnyalat különösen népszerűvé vált, habár mindössze 226 példány készült belőle Type R specifikációban. Az exkluzív színek mellett a 2009-es Championship White Edition is felkeltette az autós közönség figyelmét. Ez a különkiadás nemcsak egy Helical LSD-t kapott, hanem stilisztikai elemeket is, mint például a sötétített első rács és üzemanyag-töltő fedél.
2010 áprilisától minden GT modellhez Limited Slip Differential (LSD) került, amely jelentős mértékben hozzájárult az autó stabilitásához és kezelhetőségéhez. Fontos megjegyezni, hogy ez a funkció soha nem volt elérhető az alap Type R modellek számára, így még vonzóbbá tette a GT verziót.

#### Type R Heritage
A Heritage kivitel a GT változatot váltja fel bizonyos piacokon, mint például Ausztráliában. Ez a modell számos innovációval büszkélkedhet, beleértve a Xenon/HID világítást is, amely nemcsak esztétikai élményt nyújt, hanem javítja az éjszakai látási viszonyokat is. Az infotainment rendszer Bluetooth telefonálási lehetőséggel és hangvezérléses DVD navigációval bővült. Érdekesség, hogy ez a modell nem volt elérhető az Egyesült Királyságban.

#### Type R Race
A Race kivitel egy radikálisabb megközelítést képvisel, melynek célja a súlycsökkentés. Ennek érdekében eltávolították az olyan elemeket, mint például az HID világítás, légkondicionáló, ködlámpák és akár az audiosystem is. Ez a kivitel akár 40 kg (88 lb) súlycsökkenést is jelenthet, így a Race modellek igazi versenyautókként funkcionálnak, amelyek maximális teljesítményt nyújtanak minden körülmények között.

#### Type R (Ausztrália)
Az Ausztrál régió számára készült Type R trim egyedülálló kényelmi funkciókat kínál. Tartalmazza a kétzónás klímavezérlést (bal-jobb független), esőérzékelős szélvédő törlőt, hűtött kesztyűtartót és automatikusan behajtható tükörszárnyakat. Ezen kívül elérhető benne a tempomat és az Apple integrációs lehetőség is. A színválaszték megegyezik az európai FN2 szabvánnyal.
A 2010 októberében befejezett európai gyártás oka az Euro V kibocsátási normák bevezetése volt 2011-ben. Az Egyesült Királyságban több mint 12 000 Civic Type R-t értékesítettek 2007 januárja óta. A Honda azonban továbbra is exportálta az autót Ausztráliába egészen 2011-ig, sőt Japánba is eljutott limitált kiadású Civic Type-R EURO néven 2010 őszén.
A Top Gear Magazin 2007-ben "Hot Hatch of the Year" díjat adott az európai Civic Type R-nek, kiemelve vezérlésének precizitását és versenyképességét riválisaival szemben. Azonban a televíziós műsor később kritizálta az FN2 vázat a különböző felfüggesztési megoldások és megnövekedett súly miatt. Jeremy Clarkson megjegyezte: "egyszerűen nem érződik olyan gyorsnak", ami rávilágít arra, hogy mennyire fontos a mérnöki precizitás és tervezés egy sportos autó esetében.

#### Szingapúr
Szingapúrban az FN2 Civic Type R Hatchback (európai verzió) hivatalos forgalmazóktól volt beszerezhető. Ezzel párhuzamosan az FD2 szedán párhuzamos importőrök révén került forgalomba. A szingapúri piac sajátos igényeihez igazodva a Honda ügyesen alkalmazkodott, hogy mindkét modellt elérhetővé tegye a vásárlók számára.

#### Malajzia
Malajziában 2007 augusztusában hivatalosan debütált az FD2 Civic Type R. Ez volt az első alkalom, hogy a Honda egy JDM (Japanese Domestic Market) Type R modellt Japánon kívül mutatott be. A maláj vásárlók örömmel fogadták az autót, amely nemcsak teljesítményével, hanem megbízhatóságával is felkeltette az érdeklődést.

#### Japán
Japánban kezdetben kizárólag az FD2 szedán volt elérhető. 2009 novemberében azonban Honda korlátozott számban importálta az európai FN2 hatchbacket, amelyet Civic Type R EURO néven forgalmaztak. Ebből körülbelül 2010 egységet hoztak be, majd 2010-ben újabb 1500 darabot importáltak Crystal Black Pearl színben is. Ez a lépés tovább növelte a Civic Type R népszerűségét hazájában.

## FK2 (2015; a kilencedik generációs Civic alapján)
A Civic Type R következő generációjának híre már 2012 szeptemberében felröppent, amikor is a Párizsi Autószalonon pletykák terjedtek el az új modellről. A tényleges előzetes bemutatóra 2014 márciusában került sor a Genfi Autószalonon, ahol a rajongók végre egy kicsit belepillanthattak az új autóba. Az igazi meglepetés azonban 2015 januárjában következett be, amikor a Honda bejelentette, hogy az FK2 Civic Type R gyártásra kész modellje debütál a 85. Genfi Autószalonon, együtt az NSX európai premierjével.
Az FK2 Civic Type R szívét egy K20C1 motor adja, amely 1,996 cc (2.0 L) turbofeltöltős négyhengeres blokk. Ez a motor lenyűgöző 310 PS (228 kW; 306 hp) teljesítményt biztosít 6,500 rpm-nél, míg maximális forgatónyomatéka 400 N⋅m (295 lb⋅ft) 2,500–4,500 rpm tartományban érhető el. A járművet egy 6-sebességes kézi váltóval szerelik fel, amelyhez egy gyári korlátozott csúszó differenciálmű is társul. A Honda állítása szerint az FK2 Civic Type R képes 0–100 km/h (62 mph) sebességre gyorsulni mindössze 5.7 másodperc alatt.
A Civic Type R üzemanyagtartálya 50 literes kapacitással rendelkezik, ami elegendő ahhoz, hogy hosszabb utazások során is kényelmesen használható legyen. Üzemanyag-fogyasztása kombináltan 30.1/46.3 mpg között mozog (5 L/100 km-7.81 L/100 km), míg összesített CO2-kibocsátása mindössze 170 g/km, így megfelel az Euro 6 emissziós normának. Ez a kombináció nemcsak a teljesítményre vonatkozik, hanem környezetbarátabb közlekedést is lehetővé tesz.
A biztonság terén sem spórolt a Honda: az FK2 Civic Type R-t számos légzsákkal látták el – beleértve a dupla első légzsákokat és oldalsó légzsákokat is –, amelyek segítenek megvédeni az utasokat baleset esetén. Az autót nagyobb fékekkel szerelték fel: elöl ventilált és fúrt tárcsák találhatók (351 mm), míg hátul szilárd tárcsák (305 mm) biztosítják a megfelelő fékerőt. Továbbá alapfelszereltség része az ABS rendszer, elektronikus fékerő-elosztás és domboldali indítássegítő funkció.

### Különleges kiadások

#### Mugen Type R koncepció
2016-ban, a Tokiói Autószalonon bemutatott Mugen Civic Type R csomag az aerodinamikai teljesítmény és a stílus tökéletes kombinációját képviseli.
A Mugen Civic Type R aerodinamikai csomagja számos figyelemre méltó elemet tartalmaz. Az állítható első lip spoiler, az első canardok, az oldalsó küszöbök és a hátsó diffúzor mind hozzájárulnak ahhoz, hogy az autó stabilabban futhasson nagy sebességnél. A hátsó szárnyat GT-stílusú fix hátsó szárnnyal váltották fel, amely nemcsak lenyűgöző megjelenést kölcsönöz, hanem javítja a leszorító erőt is. Az aerodinamikai elemek karbonból készültek, és opcionálisan karbon motorháztető is választható. Ezek az újítások azt bizonyítják, hogy a Mugen valóban kiemelkedő figyelmet fordított arra, hogy a Civic Type R ne csak egy gyors autó legyen, hanem egy olyan jármű is, amely megjelenésével és teljesítményével egyaránt lenyűgözheti a rajongókat.
A Civic Type R története során több különleges kiadás is napvilágot látott. Az FK2 Civic Type R gyártásának végén megjelent Black Edition volt az utolsó lehetőség a vásárlók számára. Ez a kiadás az GT Trim Type R alapjaira épült, és figyelemre méltó fekete külsejével és piros kiegészítőivel hódított. Mindössze 100 darabot gyártottak belőle az Egyesült Királyságban. Európában emellett bemutatták a White Editiont is, amely szintén az GT Trim Type R alapjaira épült. Ez a változat hasonló dizájnnal rendelkezett, de fehér kiegészítőkkel készült.
Az Egyesült Királyságban 2015 júliusától lehetett megvásárolni az FK2-t, amelynek ára GBP 29 995 volt az alap Type R modellért és £32 295-ért a GT modellért. A különbségek főként az extra felszereltségben rejlettek; a motor teljesítménye mindkét változat esetében megegyezett. Japánba 2015 júliusában kezdődött el az FK2 Civic Type R exportja Swindonból (Anglia), ami ezt tette a harmadik Civic Type R modellé, amit Japánba exportáltak. Összesen 750 autó került értékesítésre.

## FK8 (2017; a tizedik generációs Civic alapján)

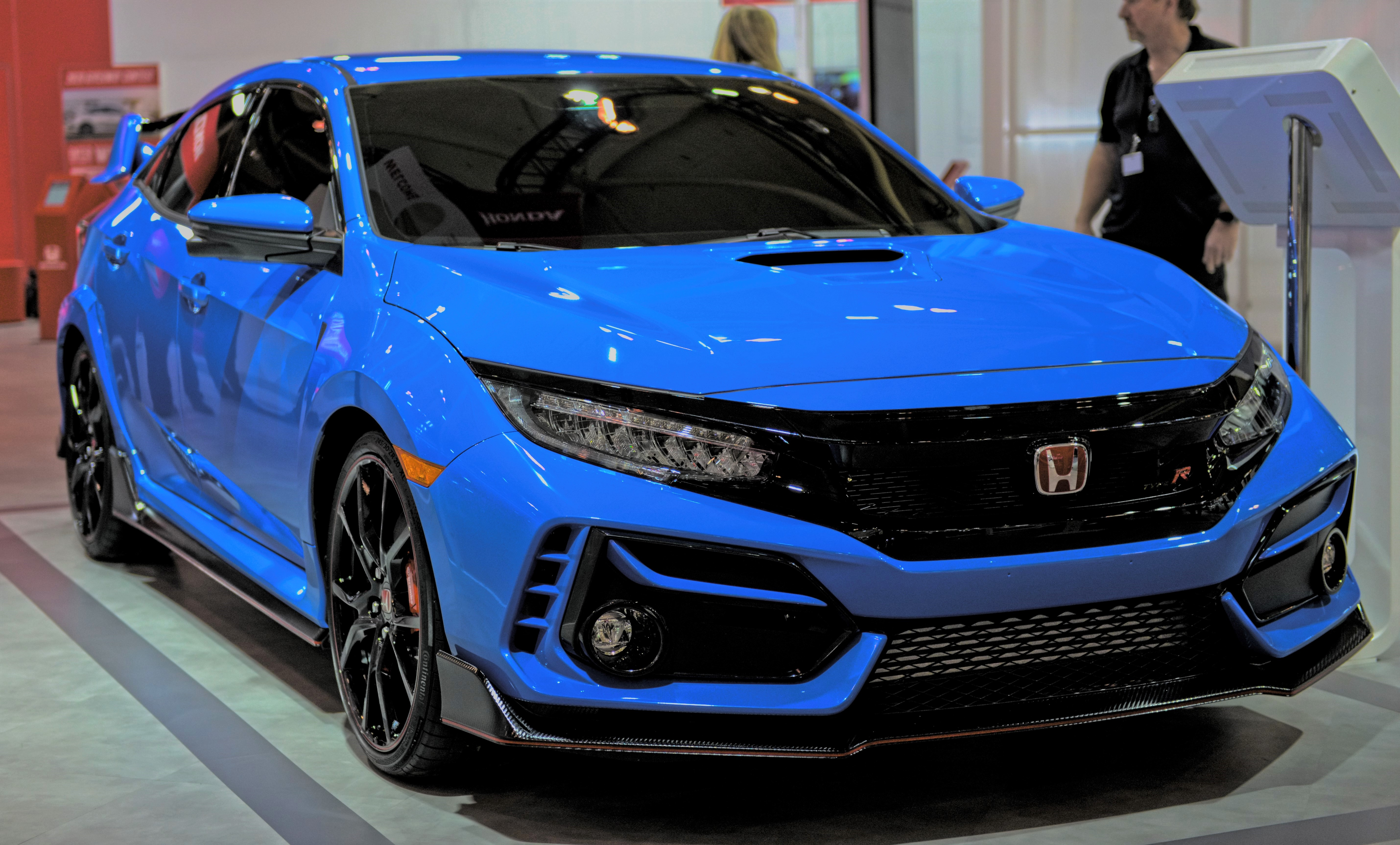
Honda Civic Type R FK8 facelift

2016 szeptemberében a Párizsi Autószalonon bemutatkozott a Civic Type R prototípusa, majd a sorozatgyártású verzióját 2017 márciusában, a Genfi Autószalonon leplezték le. Ez az új modell nemcsak a Honda sportos örökségét képviseli, hanem egy új szintre is emeli azt a magas teljesítményű hatchbackek között. Az FK8 generációra épülő Civic Type R globális tervezése lehetővé tette, hogy könnyen exportálják olyan piacokra, ahol már elérhető volt a standard Civic hatchback.
A Civic Type R dizájnja a Civic Hatchback alapjaira épül, azonban számos figyelemfelkeltő elemet tartalmaz. A szénszálas hatású splitter piros díszcsíkkal, slatolt légbeömlők és gyémántmintás levegőbeömlők jellemzik. A piros 'H' embléma egy új légbeömlő felett helyezkedik el az autó orrán, míg a középen elhelyezett légbeömlő és az LED fényszórók sötétített lencséi még sportosabb megjelenést kölcsönöznek az autónak. A 20 hüvelykes, zongorafekete öntvényfelnik piros díszítéssel és a szélesített kerékjáratok egyedi megjelenést biztosítanak. A hátsó részén található három kipufogóvég pedig szintén figyelemfelkeltő; a középső kipufogó fényes piros színben pompázik.
Az FK8 Civic Type R motorja megegyezik elődjének motorjával: egy turbófeltöltős négyhengeres erőforrás, amely az európai és japán változatokban 320 PS (235 kW; 316 hp) teljesítménnyel bír, míg más piacokon 310 PS (228 kW; 306 hp) marad. A motorhoz kapcsolódó közeli áttételű 6-sebességes manuális váltó továbbra is megőrzi az elődök hagyományait, és alapfelszereltségként korlátozott slip differenciálművet kínál. Az aerodinamikai elemek javítják a leszorítóerőt is, ezzel növelve az autó stabilitását nagy sebességnél. A tesztelések során az FK8-as modellt dicsérték kényelmes futóművéért és remek visszajelzéséért, míg elődjét (FK2) kritizálták kemény felfüggesztéséért. Az interior dizájnja is figyelmet érdemel: sportos ülések, fekete-piros színkombináció és műanyag karbon hatású díszítések jellemzik.
A Civic Type R belső tere hasonlít a standard Civicre, alacsony vezetési pozícióval és magasan elhelyezett sebességváltóval rendelkezik az egyszerű váltások érdekében. Bár az interior kényelmét dicsérték, kritikát kapott az infotainment rendszer lassúsága miatt. A biztonsági funkciók között megtalálható az automatikus vészfékezés, forgalmi jelzés-észlelés és sávelhagyás figyelmeztetés. A GT felszereltségi szint számos extrával bővül: holttérfigyelés, keresztirányú forgalom figyelmeztetés és duál-zónás klímavezérlés gazdagítja az élményt. Ezen kívül a Type R Euro NCAP 5 csillagos törésteszt értékelést kapott.
2017 áprilisában a pre-produkciós Type R rekordidőt futott a Nürburgring Nordschleife pályán: 7:43.80 perc alatt teljesítette a kört, ezzel új frontális meghajtású rekordot állított fel. E rekordot később megdöntötte a Renault Mégane RS Trophy-R, de 2020-ban a limitált kiadású Civic Type R visszanyerte ezt a címet Suzuka Circuit-en.

### Piacok

#### Egyesült Államok és Kanada
A Honda Civic Type R 2017. június 14-én debütált az Egyesült Államokban és Kanadában, ezzel megkezdve a legendás sportautó hivatalos értékesítését ezekben a piacokon. Ez volt az első alkalom, hogy a Civic Type R elérhetővé vált Észak-Amerikában, és a Civic Si sedan/coupe fölé pozicionálták. A FK8 generációs Civic alapjaira épülő Type R globális autóként lett megtervezve, így a normál UK-ban gyártott Civic hatchback már jelen volt az amerikai piacon, ami megkönnyítette a Type R exportját.
Az Egyesült Államokban és Kanadában a Civic Type R egyetlen motorváltozattal érhető el: egy 306 lóerős (228 kW) turbós 2.0 literes i-VTEC négyhengeressel. Az autó számos modern kényelmi funkciót kínál, beleértve egy 12 hangszórós hifit Sirius XM rádióval és egy 7 hüvelykes érintőképernyőt, amely lehetővé teszi a gesztusvezérlést – bár AUX bemenet sajnos nem áll rendelkezésre. 2019-ben a Honda kisebb frissítéseket hajtott végre; például bevezetett egy hangerőgombot és fizikai gombokat. Az új klímavezérlők között megjelent egy külön gomb a ventilátor sebességének állítására is. Ezen kívül nagyobb pohártartók, átdolgozott elektronikus parkolófékkapcsoló és egyszerűsített kormánykerék vezérlők is helyet kaptak. Az új Sonic Gray Pearl szín is bekerült a palettába.
2021-ben Honda bemutatta a Limitált Kiadású Type R-t, amelyből mindössze 600 darabot szántak az Egyesült Államok számára. Ez az exkluzív változat csak Phoenix Yellow pearl színben érhető el. A limitált kiadású Type R körülbelül 17 kg-mal (38 fonttal) könnyebb, mint a standard változat, Michelinnel szerelt Sport Cup 2 gumikat kapott, valamint fényes fekete tetőt, külső tükröket és motorháztetőt. A súlycsökkentést többek között csökkentett hangszigetelő anyagokkal és olyan extrák eltávolításával érték el, mint a hátsó ablaktörlő vagy a hátsó fűtéscsatornák. Ezen kívül speciálisan hangolt lengéscsillapítókkal és újra kalibrált kormánnyal is felszerelték.

#### Nemzetközi bevezetés
A Civic Type R nemcsak Észak-Amerikában vált népszerűvé; az Egyesült Királyságban 2017 augusztusában indultak el a tesztvezetések, míg hivatalos értékesítése szeptember 1-jén kezdődött. Ausztráliában ugyanezen év szeptemberében került forgalomba, ahol csak egy trim szint érhető el. A típus Indonéziában is bemutatkozott a 25-ik Gaikindo Indonéz Nemzetközi Autós Kiállításon augusztusban, míg Malajziában és Szingapúrban is korlátozott példányszámban debütált.

### Díjak és elismerések
Az FK8 Civic Type R számos díjat nyert el világszerte; például a Top Gear magazin „Hot Hatch of the Year” címét kapta meg 2017-ben. Emellett nemzetközi szakmai zsűrik választották meg az Év Autójának is. Az ausztrál piacon pedig 2018-ban teljesítményautónak választották.

## FL5 (2022; a tizenegyedik generációs Civic alapján)

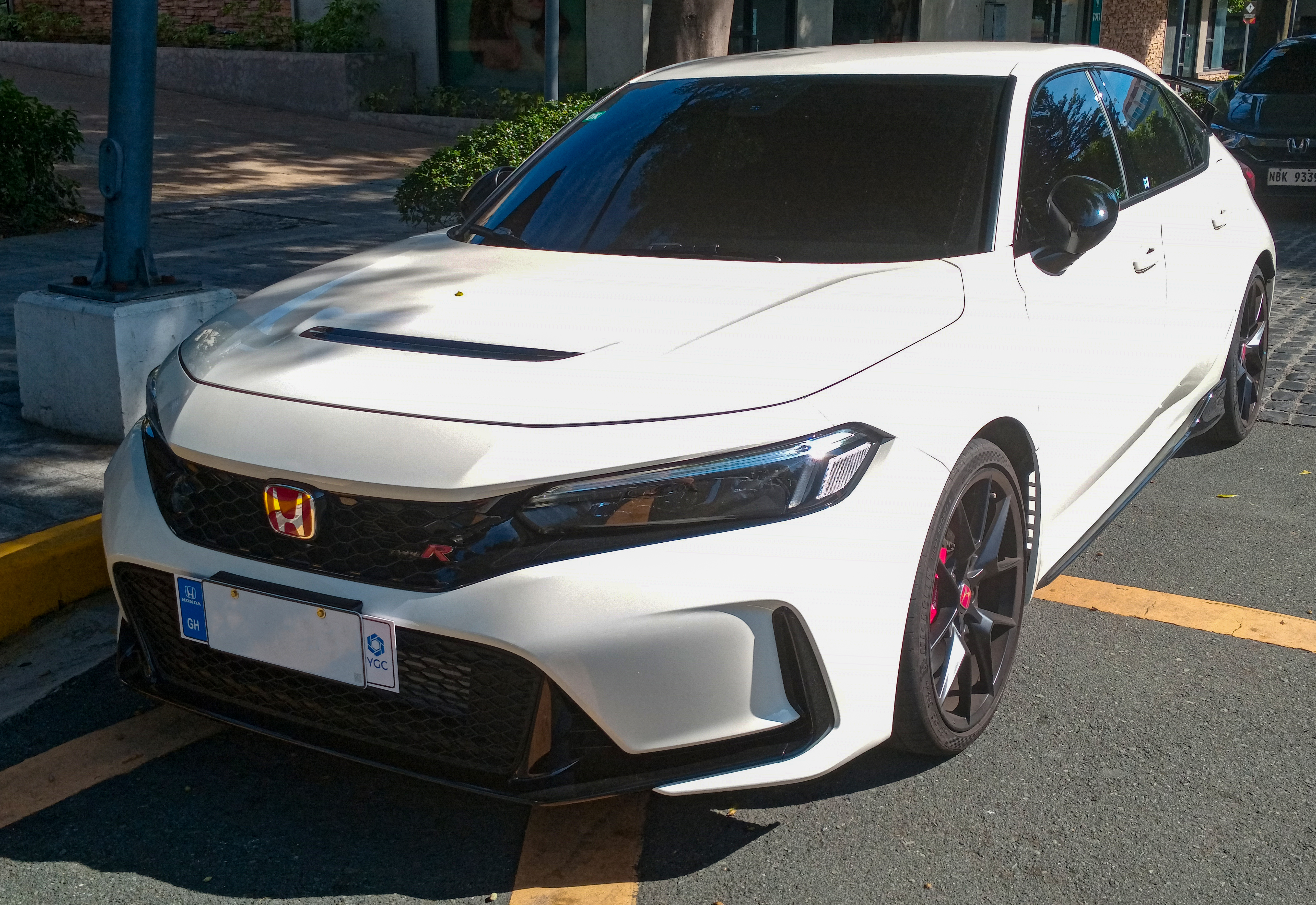
2024 Honda Civic Type R FL5

A Honda Civic Type R mindig is a sportos autók rajongóinak kedvencének számított, és a legújabb, hatodik generációs modell, az FL5, sem kivétel. 2022. július 20-án bemutatott új típusa nemcsak teljesítményével, hanem dizájnjával és innovatív technológiájával is felhívja magára a figyelmet.
Az FL5 Civic Type R dizájnja kevésbé agresszív, mint elődjéé, ami talán meglepő lehet sokak számára. A korábbi modellekhez képest eltűntek a hangsúlyos dekoratív szellőzőnyílások és kisebb légbeömlők jelentek meg. Az új típuson kisebb, 19 colos kerekek találhatók, míg a korábbi generáció 20 colos abroncsokkal büszkélkedhetett. Az új Michelin Pilot Sport 4S gumik szélesebb érintkezési felületet biztosítanak (265/30 profil), ami javítja a tapadást és a vezethetőséget. A hátsó ívek szélesítése is új megoldásokat hozott; míg elődje műanyag toldalékokat használt, az FL5 modell szélesített hátsó ajtókat és hátsó íveket kapott. Ez nemcsak esztétikai szempontból kedvezőbb, hanem praktikusabb megoldás is.
A belső tér sportos és funkcionális kialakítása azonnal lenyűgözi az autórajongókat. A félig kagylós ülések mellett piros szőnyegek és padlószőnyegek találhatóak, amelyek fokozzák az autó sportos hangulatát. Az instrumentum panel és az infotainment rendszer egyedi interfésze tartalmazza a Honda LogR adatgyűjtőt is, amely lehetővé teszi a köridők tárolását és más fontos teljesítménymutatók nyomon követését.
Az FL5 Civic Type R motorja egy 2.0 literes turbós benzinmotor, amely a korábbi generációból származik. Azonban a mérnökök apróbb változtatásokat végeztek rajta: a turbófeltöltőt kompaktabb házba helyezték, hogy növeljék az egység hatékonyságát. A turbina lapátainak száma és formája optimalizálva lett az erő növelése és a légáramlás javítása érdekében. Érdekes módon már a pre-produkciós modell is lenyűgözte a világot: 2022 márciusában megdöntötte a Suzuka Circuit körrekordját front-hajtású autók számára (2:23.120). Ezt követően 2023-ban újabb rekordot állított fel a Nürburgringen (7:44.881), amit minden autósport-rajongónak érdemes megjegyeznie.
Az FL5 Civic Type R először 2022. december 1-jén debütált Thaiföldön, a 39. Thailand International Motor Expo keretein belül. Ezt követően március 21-én, a 43. Bangkok International Motor Show során indult el a hivatalos értékesítése. Ezen események jelentős mérföldkövek voltak, hiszen nemcsak Thaiföldön, hanem az egész régióban nagy várakozás övezte az új modellt.
A Fülöp-szigeteken az FL5 Civic Type R-t 2023. január 19-én mutatták be, míg az Egyesült Arab Emírségekben (GCC) február 1-jén indult el az értékesítés, ami után több mint egy évtized szünet következett. Indonéziában március 30-án, Malajziában pedig szeptember 27-én vált elérhetővé ez a prémium autómodell.
A vietnami piacon az FL5 Civic Type R bemutatkozott a Vietnam Motor Show keretein belül 2022. október 26-án. Ez volt az első alkalom, hogy egy ilyen magas teljesítményű változat hivatalosan elérhetővé vált az országban. Az ár, amely körülbelül 95.000 USD-ra rúgott, rekordszámba ment Vietnamban, és ez lett a Honda legdrágább autója ezen a piacon.
Malajziában nemcsak bemutatták ezt a kiváló modellt, hanem november 6-án egy proaktív termékfrissítést is végrehajtottak, amely érintette a 2023 és 2024 között gyártott modelleket. A frissítés célja az elektromos szervokormányozás (Electric Power Steering) esetleges problémáinak orvoslása volt, ami még inkább hangsúlyozza a Honda elkötelezettségét a minőség és megbízhatóság iránt.

## Lásd még
- Honda: Japán meghatározó autógyártó vállalata
- Honda Civic Type R: modellautopont.hu
- Honda Worldwide